# Fritz Ernst Fischer
Fritz Ernst Fischer (ur. 5 października 1912 w Berlinie, zm. 2003 w Ingelheim am Rhein) – SS-Sturmbannführer, zbrodniarz hitlerowski, lekarz w obozie koncentracyjnym Ravensbrück.

## Życiorys
Urodzony w Berlinie, studiował medycynę w Bonn, Lipsku i Berlinie. Tytuł doktora medycyny (specjalizacja lekarz chirurg) otrzymał na Uniwersytecie w Hamburgu w 1936. Członkiem SS był od 1933, a NSDAP od 1937 roku. Na początku listopada 1939 roku został członkiem Waffen-SS i przydzielono go do sanatorium SS w Hohenlychen. Następnie został lekarzem w Dywizji SS Leibstandarte Adolf Hitler. Podczas walk na Froncie Wschodnim został ciężko ranny, w związku z czym powrócił do służby w Hohenlychen. W Ravensbrück asystował aktywnie w zbrodniczych pseudoeksperymentach chirurgicznych Karla Gebhardta na więźniarkach obozu.
Po zakończeniu wojny Fischer zasiadł na ławie oskarżonych w procesie lekarzy przed amerykańskim Trybunałem Wojskowym (był to pierwszy z procesów norymberskich). Podczas procesu jako jedyny oskarżony okazywał przejawy skruchy w związku ze swoimi czynami. Skazano go na karę dożywotniego pozbawienia wolności, którą w roku 1951 zamieniono na 15 lat więzienia. Już od czerwca 1950 roku przebywał na zwolnieniu warunkowym, które uzyskał za dobre sprawowanie. Pod nadzorem kuratora pracował w zakładach farmaceutycznych Boehringer Ingelheim. W 1955 roku został zwolniony z obowiązku dalszego odbywania kary, jednak nadal pracował w tej samej firmie aż do emerytury, na którą przeszedł w 1978 roku. Nigdy nie powrócił do zawodu lekarza, choć władze niemieckie przywróciły mu prawo wykonywania zawodu.
Fritz Fischer był żonaty. Miał troje dzieci: dwóch synów i córkę.